# كارين الكسندر (عارضة)
كارين الكسندر (بالإنجليزية: Karen Alexander)‏ هي عارضة أمريكية، ولدت في 1961 في نيوجيرسي في الولايات المتحدة.

## وصلات خارجية
- كارين الكسندر على موقع IMDb (الإنجليزية)
- كارين الكسندر على موقع قاعدة بيانات الفيلم (الإنجليزية)